# Peritrichocera
Peritrichocera is een geslacht van vlinders van de familie Carposinidae.

## Soorten
- P. bipectinata Diakonoff, 1961
- P. tsilaosa Viette, 1995